# CinemaScore
CinemaScore és una companyia de recerca de mercat amb seu a Las Vegas. Enquesta les persones que van al cinema i així aconsegueix mitjanes per a puntuar les pel·lícules, després informa dels resultats i preveu el rendiment en taquilla basant-se en les dades.

## Rerefons
Ed Mintz va fundar CinemaScore el 1979 després de no agradar-li The Cheap Detective malgrat ser un fan de Neil Simon, i després de sentir uns altres espectadors dir que haurien volgut sentir les opinions de la gent corrent en comptes de la dels crítics. Un full de donació Yom Kippur va inspirar els fulls donats als espectadors de cinema enquestats. La companyia realitza enquestes al públic que ha vist una pel·lícula als cinemes, demanant-los que valorin la pel·lícula i especifiquin què els va atreure a ella. Els seus resultats es publiquen a Entertainment Weekly. CinemaScore també realitza enquestes per determinar l'interès del públic en llogar pel·lícules en vídeo, desglossar la demografia per edats i sexe i transmetre informació a empreses de vídeo com Fox Video Corporation.
L'enquestadora de CinemaScore, Dede Gilmore, va informar de la tendència el 1993: "La majoria de les pel·lícules obtenen fàcilment un B+. Crec que la gent ve amb ganes d'entreteniment. Tenen les expectatives elevades. Són més indulgents amb les seves qualificacions. Però com cada cop ho fan més i més (els cinèfils), arriben a ser crítics més forts". El 1993, les pel·lícules classificades amb A incloïen Scent of a Woman, A Few Good Men i Falling Down. Les pel·lícules classificades amb B incloïen Sommersby i Untamed Heart. Una pel·lícula de categoria C de l'any va ser Body of Evidence.
CinemaScore al principi informava dels seus resultats als consumidors, i hi incloïa una columna de diaris i un programa de ràdio. Després que la 20th Century Fox s'apropés a la companyia el 1989, va començar a vendre les dades a estudis. CinemaScore va crear un lloc web el 1999, després de tres anys de retard en què el president va demanar patrocini a revistes i empreses de vídeo. Brad Peppard va ser president de CinemaScore Online des del 1999 fins al 2002. El lloc web incloïa una base de dades de prop de 2.000 llargmetratges i les reaccions del públic a ells. Abans del llançament, els resultats de CinemaScore havien estat publicats a Las Vegas Review-Journal i al Reno Gazette-Journal. L'expansió de CinemaScore a Internet va incloure una subscripció setmanal de correu electrònic per a cinèfils, per estar al dia dels informes de reaccions del públic.
El 1999, CinemaScore puntuava aproximadament 140 pel·lícules a l'any, incloent el 98-99% de les principals estrenes dels grans estudis. Per a cada pel·lícula, els empleats enquestaven entre 400 i 500 visitants de cinema en tres dels 15 llocs de CinemaScore, que incloïen les ciutats de Las Vegas, Los Angeles, San Diego, Denver, Milwaukee, St. Louis, Dallas, Atlanta, Tampa, Phoenix i Coral Springs.
L'estiu del 2002, CinemaScore va informar que la temporada tenia el grau col·lectiu més gran des del 1995. A l'estiu del 2000, 25 de 32 pel·lícules van rebre un grau A o B. Vint-i-sis de les 30 pel·lícules de l'estiu del 2001 van obtenir qualificacions similars, mentre que les 32 pel·lícules de l'estiu del 2002 van obtenir qualificacions similars, sent aquesta última la ràtio més alta en una dècada.
Des del juliol del 2014, CinemaScore també informa dels seus resultats a Twitter i, a partir del 16 de gener del 2016, va començar amb Collateral Beauty per utilitzar per a cadascun d'ells una imatge amb el cartell de la pel·lícula a l'esquerra i la nota obtinguda a la dreta.
Normalment, només les pel·lícules que s'estrenen en més de 1.500 pantalles s'enquesten i s'informen al lloc web i a les xarxes socials de CinemaScore. El distribuïdor d'una pel·lícula que s'estrena en menys pantalles pot contractar opcionalment amb CinemaScore per obtenir una enquesta privada, el resultat de la qual només es divulgarà al client.

## Sistema de valoracions
CinemaScore es descriu a si mateixa com "el líder de la indústria a mesurar l'atractiu de les pel·lícules". Hi ha de 35 a 45 equips de representants de CinemaScore presents a 25 grans ciutats de tota Amèrica del Nord. Cada divendres, els representants de cinc ciutats escollides a l'atzar donen una petita targeta d'enquesta al públic dels dies d'estrena. La targeta demana l'edat, el gènere, la nota de la pel·lícula (A, B, C, D o F), si llogarien o comprarien la pel·lícula en DVD o Blu-ray i per què van escollir la pel·lícula. Normalment CinemaScore rep unes 400 cartes per pel·lícula; la companyia calcula una taxa de resposta del 65% i un marge d'error del 6%.
Es calcula una nota global d'A + i F com la mitjana de les notes donades pels respondents. En aquest cas, les qualificacions diferents d'F es qualifiquen amb un plus (extrem superior), menys (extrem baix) o cap (mitjà). Les valoracions es divideixen per sexe i grups d'edat (menors de 21, 21-34, 35 anys i més). Els estudis de cinema i altres subscriptors reben les dades aproximadament a les 23:00, hora del Pacífic. CinemaScore publica la qualificació de les pel·lícules al públic a través de les xarxes socials i, tot i que les dades detallades són propietàries, les notes es comparteixen àmpliament als mitjans de comunicació i a la indústria. Els anuncis posteriors per a pel·lícules molt ben classificades solen citar les qualificacions de CinemaScore.
Com que el públic de la nit d'estrena presumiblement està més entusiasmat amb una pel·lícula que els clients habituals, un grau C d'ells és, segons el Los Angeles Times, "una mala notícia, l'equivalent a una nota fallida". Segons Ed Mintz, "les A en general són bones, les B en general són inestables, i les C són terribles. Les D i les F signifiquen que no haurien d'haver fet la pel·lícula, o la van promoure divertida i el públic equivocat hi va entrar". Les pel·lícules de terror són constantment inferiors; A The Conjuring va ser la primera vegada que una pel·lícula de terror va obtenir millors resultats que B+. Harold Mintz de CinemaScore va dir que "Una F en una pel·lícula de terror equival a una B− en una comèdia".
Una nota d'A+ de CinemaScore per a una pel·lícula normalment prediu un èxit de taquilla. Des del 1982 fins a l'agost del 2011, només 52 pel·lícules (aproximadament dues a l'any) van rebre la màxima nota, inclosos set premis de l'Acadèmia a la millor pel·lícula. Des del 2000 fins al gener del 2020, hi va haver 53 pel·lícules amb A+. A partir del 15 de juliol de 2020, unes 90 pel·lícules han rebut A +.
Entre el 2004 i el 2014, els classificats A+ i A van tenir múltiples de 4,8 i 3,6, respectivament, mentre que els ingressos totals de les pel·lícules classificades en C van ser 2,5 vegades el cap de setmana de l'estrena. Ed Mintz va citar Leonardo DiCaprio i Tom Cruise com les "dues estrelles que, no importa com de dolenta sigui la pel·lícula, poden tirar (les projeccions) cap amunt". (Shutter Island de DiCaprio tenia un múltiple d'ingressos de 3,1 malgrat un grau C+, i Vanilla Sky de Cruise tenia un múltiple de 4 amb un grau D).

A partir del 2020, 21 pel·lícules han rebut la qualificació F de CinemaScore. Vulture va escriure que, a més a més de l'horror, 
Un altre tipus de pel·lícula apareix de manera destacada a la llista: anomenem-la "Autorisme enganyós". Són pel·lícules realitzades per destacats directors, sovint nominats a l'Oscar, que investiguen temes arriscats i controvertits i reben tant elogis com paelles. Però a causa del funcionament de la indústria cinematogràfica (el nom d'un director en solitari no és suficient per aconseguir que la majoria de la gent vagi a veure alguna cosa), tendeixen a ser comercialitzats com a pel·lícules de gènere més directes, donant lloc a un munt d'enganyats i enutjats membres del públic.
Vulture va citar com a exemples d'aquestes pel·lícules de categoria F: Solaris de Steven Soderbergh amb George Clooney, Killing Them Softly d'Andrew Dominik amb Brad Pitt i Mother! de Darren Aronofsky amb Jennifer Lawrence.
En un assaig per a The Hollywood Reporter, Martin Scorsese va criticar fermament aquest tipus d'enfocament escrivint: "El judici brutal que ha convertit els ingressos del cap de setmana en un esport d'espectadors sanguinari sembla haver fomentat un enfocament encara més brutal de la revisió de pel·lícules. Parlo d'empreses d'investigació de mercat com CinemaScore [...]. Tenen tot a veure amb el negoci del cinema i no tenen absolutament res a veure ni amb la creació ni amb la visualització intel·ligent de pel·lícules. El cineasta es redueix a un fabricant de contingut i un espectador.” Harold Mintz, de CinemaScore, va rebutjar que es comparés amb Rotten Tomatoes i va defensar la seva metodologia d'enquestar públics selectes la nit d'estrena d'una pel·lícula, per veure si la pel·lícula compleix les expectatives de la gent que més la vol veure i va defensar, a més, la precisió de les seves dades i la correlació amb els resultats de taquilla.
Els executius de Hollywood es divideixen en la precisió de CinemaScore. Un va dir a Deadline Hollywood: "No sempre és correcte, però és un indicador bastant bo. Jo hi confio", mentre que un altre va dir que el competidor PostTrak era "molt millor... més exhaustiu i profund".

### Llista de les pel·lícules amb qualificació A+
| No. | Year | Title                                                  | Director                                          |
| --- | ---- | ------------------------------------------------------ | ------------------------------------------------- |
| 1   | 1982 | ET, l'extraterrestre                                   | Steven Spielberg                                  |
| 2   | 1982 | Gandhi                                                 | Richard Attenborough                              |
| 3   | 1982 | Rocky III                                              | Sylvester Stallone                                |
| 4   | 1986 | Star Trek IV: Missió salvar la Terra                   | Leonard Nimoy                                     |
| 5   | 1987 | La princesa promesa                                    | Rob Reiner                                        |
| 6   | 1988 | Die Hard                                               | John McTiernan                                    |
| 7   | 1989 | El club dels poetes morts                              | Peter Weir                                        |
| 8   | 1989 | Tot passejant Miss Daisy                               | Bruce Beresford                                   |
| 9   | 1989 | Una àrida estació blanca                               | Euzhan Palcy                                      |
| 10  | 1989 | Escola de joves rebels                                 | John G. Avildsen                                  |
| 11  | 1989 | Arma letal 2                                           | Richard Donner                                    |
| 12  | 1989 | Quan en Harry va trobar la Sally                       | Rob Reiner                                        |
| 13  | 1990 | Ballant amb llops                                      | Kevin Costner                                     |
| 14  | 1991 | La bella i la bèstia                                   | - Gary Trousdale - Kirk Wise                      |
| 15  | 1991 | Terminator 2                                           | James Cameron                                     |
| 16  | 1992 | Aladdin                                                | - Ron Clements - John Musker                      |
| 17  | 1992 | Alguns homes bons                                      | Rob Reiner                                        |
| 18  | 1993 | El fugitiu                                             | Andrew Davis                                      |
| 19  | 1993 | Homeward Bound: The Incredible Journey                 | Duwayne Dunham                                    |
| 20  | 1993 | The Joy Luck Club                                      | Wayne Wang                                        |
| 21  | 1993 | La llista de Schindler                                 | Steven Spielberg                                  |
| 22  | 1994 | Forrest Gump                                           | Robert Zemeckis                                   |
| 23  | 1994 | Iron Will                                              | Charles Haid                                      |
| 24  | 1994 | The Lion King                                          | - Roger Allers - Rob Minkoff                      |
| 25  | 1995 | La simfonia del professor Holland                      | Stephen Herek                                     |
| 26  | 1997 | Soul Food                                              | George Tillman Jr.                                |
| 27  | 1997 | Titanic                                                | James Cameron                                     |
| 28  | 1998 | Mulan                                                  | - Tony Bancroft - Barry Cook                      |
| 29  | 1999 | Música del cor                                         | Wes Craven                                        |
| 30  | 1997 | Star Wars (1997 reedició)                              | George Lucas                                      |
| 31  | 1999 | Toy Story 2                                            | John Lasseter                                     |
| 32  | 2000 | A la recerca d'en Forrester                            | Gus Van Sant                                      |
| 33  | 2000 | Remember the Titans                                    | Boaz Yakin                                        |
| 34  | 2001 | Monstres, S. A.                                        | Pete Docter                                       |
| 35  | 2002 | Antwone Fisher                                         | Denzel Washington                                 |
| 36  | 2002 | Drumline                                               | Charles Stone III                                 |
| 37  | 2002 | Harry Potter i la cambra secreta                       | Chris Columbus                                    |
| 38  | 2003 | Buscant en Nemo                                        | Andrew Stanton                                    |
| 39  | 2003 | El Senyor dels Anells: El retorn del rei               | Peter Jackson                                     |
| 40  | 2004 | The Passion of the Christ                              | Mel Gibson                                        |
| 41  | 2004 | Els Increïbles                                         | Brad Bird                                         |
| 42  | 2004 | Polar Express                                          | Robert Zemeckis                                   |
| 43  | 2004 | Ray                                                    | Taylor Hackford                                   |
| 44  | 2005 | Dreamer                                                | John Gatins                                       |
| 45  | 2005 | Diary of a Mad Black Woman                             | Darren Grant                                      |
| 46  | 2005 | Cinderella Man                                         | Ron Howard                                        |
| 47  | 2005 | Les Cròniques de Nàrnia: el lleó, la bruixa i l'armari | Andrew Adamson                                    |
| 48  | 2006 | Akeelah and the Bee                                    | Doug Atchison                                     |
| 49  | 2007 | Why Did I Get Married?                                 | Tyler Perry                                       |
| 50  | 2009 | Up                                                     | Pete Docter                                       |
| 51  | 2009 | The Blind Side: Un somni possible                      | John Lee Hancock                                  |
| 52  | 2010 | El discurs del rei                                     | Tom Hooper                                        |
| 53  | 2010 | Tangled                                                | - Nathan Greno - Byron Howard                     |
| 54  | 2011 | Soul Surfer                                            | Sean McNamara                                     |
| 55  | 2011 | Courageous                                             | Alex Kendrick                                     |
| 56  | 2011 | La gran aventura del dofí Winter                       | Charles Martin Smith                              |
| 57  | 2011 | The Help                                               | Tate Taylor                                       |
| 58  | 2012 | The Avengers                                           | Joss Whedon                                       |
| 59  | 2012 | Argo                                                   | Ben Affleck                                       |
| 60  | 2013 | 42                                                     | Brian Helgeland                                   |
| 61  | 2013 | Instructions Not Included                              | Eugenio Derbez                                    |
| 62  | 2013 | The Best Man Holiday                                   | Malcolm D. Lee                                    |
| 63  | 2013 | Frozen: El regne de gel                                | - Chris Buck - Jennifer Lee                       |
| 64  | 2013 | L'únic supervivent                                     | Peter Berg                                        |
| 65  | 2014 | Selma                                                  | Ava DuVernay                                      |
| 66  | 2014 | American Sniper                                        | Clint Eastwood                                    |
| 67  | 2015 | War Room                                               | Alex Kendrick                                     |
| 68  | 2015 | Woodlawn                                               | Erwin Brothers                                    |
| 69  | 2016 | Els miracles del cel                                   | Patricia Riggen                                   |
| 70  | 2016 | Queen of Katwe                                         | Mira Nair                                         |
| 71  | 2016 | Hidden Figures                                         | Theodore Melfi                                    |
| 72  | 2016 | Patriots Day                                           | Peter Berg                                        |
| 73  | 2017 | Girls Trip                                             | Malcolm D. Lee                                    |
| 74  | 2017 | Wonder                                                 | Stephen Chbosky                                   |
| 75  | 2017 | Coco                                                   | Lee Unkrich                                       |
| 76  | 2018 | Black Panther                                          | Ryan Coogler                                      |
| 77  | 2018 | I Can Only Imagine                                     | Erwin Brothers                                    |
| 78  | 2018 | Love, Simon                                            | Greg Berlanti                                     |
| 79  | 2018 | Els Increïbles 2                                       | Brad Bird                                         |
| 80  | 2018 | The Hate U Give                                        | George Tillman Jr.                                |
| 81  | 2018 | Green Book                                             | Peter Farrelly                                    |
| 82  | 2018 | Spider-Man: Un nou univers                             | - Bob Persichetti - Peter Ramsey - Rodney Rothman |
| 83  | 2019 | Unplanned                                              | - Chuck Konzelman - Cary Solomon                  |
| 84  | 2019 | Avengers: Endgame                                      | - Anthony Russo - Joe Russo                       |
| 85  | 2019 | Overcomer                                              | Alex Kendrick                                     |
| 86  | 2019 | Harriet                                                | Kasi Lemmons                                      |
| 87  | 2019 | Ford v Ferrari                                         | James Mangold                                     |
| 88  | 2019 | Just Mercy                                             | Destin Daniel Cretton                             |

Fins al 2019, només dos directors han aconseguit entrar a la llista tres vegades: Rob Reiner (1987, 1989, 1992) i Alex Kendrick (2011, 2015, 2019). Els següents directors han estat a la llista dues vegades: Steven Spielberg (1982, 1993), James Cameron (1991, 1997), Robert Zemeckis (1994, 2004), Pete Docter (2001, 2009), Malcolm D. Lee (2013, 2017), Peter Berg (2013, 2016), Erwin Brothers (2015, 2018), Brad Bird (2004, 2018) i George Tillman Jr. (1997, 2018).

### Llista de les pel·lícules amb qualificació F
| No. | Year | Title                   | Director                     |
| --- | ---- | ----------------------- | ---------------------------- |
| 1   | 1984 | Bolero                  | John Derek                   |
| 2   | 1999 | Ulls que vigilen        | Stephan Elliott              |
| 3   | 2000 | El doctor T i les dones | Robert Altman                |
| 4   | 2000 | Lost Souls              | Janusz Kamiński              |
| 5   | 2000 | Lucky Numbers           | Nora Ephron                  |
| 6   | 2002 | Darkness                | Jaume Balagueró              |
| 7   | 2002 | Fear Dot Com            | William Malone               |
| 8   | 2002 | Solaris                 | Steven Soderbergh            |
| 9   | 2003 | En carn viva            | Jane Campion                 |
| 10  | 2005 | Alone in the Dark       | Uwe Boll                     |
| 11  | 2005 | Wolf Creek              | Greg McLean                  |
| 12  | 2006 | Bug                     | William Friedkin             |
| 13  | 2006 | The Wicker Man          | Neil LaBute                  |
| 14  | 2007 | I Know Who Killed Me    | Chris Sivertson              |
| 15  | 2008 | Disaster Movie          | Jason FriedbergAaron Seltzer |
| 16  | 2009 | The Box                 | Richard Kelly                |
| 17  | 2011 | Silent House            | Chris KentisLaura Lau        |
| 18  | 2012 | Killing Them Softly     | Andrew Dominik               |
| 19  | 2012 | The Devil Inside        | William Brent Bell           |
| 20  | 2017 | Mother!                 | Darren Aronofsky             |
| 21  | 2020 | The Grudge              | Nicolas Pesce                |
| 22  | 2020 | The Turning             | Floria Sigismondi            |